# Władimir Antonow-Owsiejenko
Władimir Aleksandrowicz Antonow-Owsiejenko, właściwie Wołodymyr Ołeksandrowicz Owsiejenko, ps. Sztyk i A. Galski (ukr. Володимир Олександрович Антонов-Овсієнко, ros. Владимир Александрович Антонов-Овсеенко, ur. 9 marca?/21 marca 1883 w Czernihowie, zm. 10 lutego 1938 w Kommunarce) – radziecki rewolucjonista, wojskowy, działacz partyjny, polityk, dziennikarz i dyplomata narodowości ukraińskiej, współtwórca i jeden z przywódców Bolszewickiej Organizacji Wojskowej, sekretarz Piotrogrodzkiego Komitetu Wojskowo-Rewolucyjnego, czołowy dowódca rewolucji październikowej i wojny domowej kierujący działaniami na Ukrainie, naczelny dowódca Wojsk Południa Rosji, głównodowodzący wojsk USRR, dowódca Frontu Zachodniego, szef Zarządu Politycznego Rewolucyjnej Rady Wojennej ZSRR i członek Rady Komisarzy Ludowych. Już w trakcie wojny zaczął tracić pozycję, dodatkowo osłabiło go poparcie Trockiego w konflikcie ze Stalinem o schedę po Leninie. Skierowany do dyplomacji, sprawował mniej znaczące funkcje attaché handlowego w Czechosłowacji i na Litwie, później ambasadora w Polsce, zerwał też z Lewicową Opozycją. Stopniowo odbudowywał karierę jako prokurator generalny RSFRR, konsul generalny w Barcelonie podczas hiszpańskiej wojny domowej i jeden z kierujących interwencją radziecką w Hiszpanii oraz ludowy komisarz sprawiedliwości RSFRR, lecz przerwała ją śmierć podczas wielkiej czystki. Ojciec historyka i pisarza Antona.

## Życiorys

### Młodość
Urodził się w rodzinie porucznika armii carskiej, szlachcica Ołeksandra Owsiejenki. W latach 1902–1904 kształcił się w Woroneskim Korpusie Kadetów, następnie w junkierskiej szkole oficerskiej w Petersburgu. Brał udział w ruchu rewolucyjnym od 1901 r. Od 1903 w Socjaldemokratycznej Partii Robotniczej Rosji. Carski oficer, za udział w rewolucji 1905 r., zwłaszcza za organizację buntu w Puławach, a potem w 1906 w Sewastopolu skazany na karę śmierci, zamienioną na 20 lat zesłania, z którego zbiegł. Jako przedstawiciel wojskowej organizacji SDPRR wchodził w skład petersburskiego komitetu partii. Później prowadził konspiracyjną pracę w Rosji i Finlandii. Od 1910 r. na emigracji we Francji, gdzie współpracował z mienszewikami.

### Działalność polityczna i wojenna
W 1914 r. zerwał współpracę z mienszewikami, przechodząc po wybuchu I wojny światowej do frakcji międzydzielnicowców. Po rewolucji lutowej i obaleniu caratu powrócił w czerwcu 1917 r. do Rosji i przyłączył się do frakcji bolszewików. Jeden z kierujących Bolszewicką Organizacją Wojskową w armii rosyjskiej. Po nieudanej próbie przejęcia władzy przez bolszewików w lipcu 1917 (tzw. dni lipcowe) aresztowany przez Rząd Tymczasowy i osadzony w Kriestach, uwolniony na początku września 1917, po tzw. puczu Korniłowa. W październiku 1917 sekretarz Piotrogrodzkiego Komitetu Wojskowo-Rewolucyjnego. Był jednym z organizatorów ataku na Pałac Zimowy w Petersburgu, jako dowódca oddziałów, które zajęły Pałac, aresztował Rząd Tymczasowy. 8 listopada 1917 wybrany do pierwszej Rady Komisarzy Ludowych jako członek Komitetu Wojskowego i Morskiego. Od końca 1917 do początku 1918 r. dowodził wojskami rewolucyjnymi przeciw kozackiemu atamanowi Aleksiejowi Kaledinowi i frontem bolszewickim przeciw wojskom Ukraińskiej Republiki Ludowej. W tym samym czasie wspierał, poprzez dostarczanie wyposażenia, anarchistyczne oddziały dowodzone przez swoją dawną znajomą – Marię Nikiforową. Tzw. Wolna Drużyna Bojowa (ros. Вольная боевая дружина) współpracowała kilkukrotnie z bolszewikami w działaniach przeciwko Ukraińskiej Republice Ludowej oraz oddziałom Białych. W późniejszym okresie, kiedy dowództwo bolszewickie uznało Rewolucyjną Powstańczą Armię Ukrainy za wroga, Antonow-Owsjenko dalej wyrażał poparcie dla anarchistów, przez co jego pozycja polityczna osłabła.
Od marca do maja 1918 naczelny dowódca Wojsk Południa Rosji. Brał udział w opracowaniu planów wojennych przeciw Ukraińskiej Republice Ludowej. 3 stycznia 1919 r. na czele wojsk bolszewickich opanował Charków, który stał się siedzibą marionetkowego bolszewickiego Tymczasowego Robotniczo-Chłopskiego Rządu Ukrainy. Dowodził radziecką interwencją na Ukrainie, wiosną został mianowany głównodowodzącym wojsk Ukraińskiej SRR. Od stycznia do czerwca 1919 dowodził Frontem Zachodnim. W latach 1919–1920 przewodniczący komitetu guberni tambowskiej. W 1921 r. przedstawiciel pełnomocny Komisji Wszechrosyjskiego Komitetu Wykonawczego (WCIK) do zwalczania powstania tambowskiego. W latach 1922–1924 szef Zarządu Politycznego Rewolucyjnej Rady Wojennej ZSRR. W latach 1923–1927 współpracował z Lewicową Opozycją. W 1928 r. zerwał z nią.
Od 1924 r. attaché handlowy (ros. torgpred) ZSRR w Czechosłowacji, od 1928 r. na Litwie, w latach 1930–1934 poseł nadzwyczajny i minister pełnomocny ZSRR w Polsce. W latach 1934–1935 był prokuratorem generalnym RFSRR. W czasie wojny domowej w Hiszpanii był generalnym konsulem ZSRR w Barcelonie.

### Śmierć
W czasie wielkiej czystki odwołany do Moskwy i po przyjeździe 12 października 1937 aresztowany przez NKWD. 8 lutego 1938 został skazany na śmierć przez Kolegium Wojskowe Sądu Najwyższego ZSRR z zarzutu o udział w kontrrewolucyjnej organizacji terrorystycznej.
Stracony 10 lutego 1938 w miejscu egzekucji Kommunarka pod Moskwą, pochowany anonimowo.
Zrehabilitowany 25 lutego 1956 postanowieniem Kolegium Wojskowego SN ZSRR.